# Karl August Friedrich Pertz
Karl August Friedrich Pertz (* 1. November 1828 in Hannover; † 12. August 1881 in Frankfurt am Main) war ein deutscher Historiker und Bibliothekar.

## Leben
Pertz war der Sohn von Georg Heinrich Pertz. Von 1854 bis 1878 war er gelehrter Gehilfe seines Vaters bei der Edition der Diplomata der Monumenta Germaniae Historica. Er war von Geburt an von seinem Vater für die Nachfolge im MGH-Projekt bestimmt und erhielt auf Bitte des Vaters den Initiator des Projekts, den Freiherr von Stein, als Paten. Sein Vater nahm ihn bereits mit 16 Jahren auf seine Reisen zum Handschriftenvergleich mit. Die hohen Erwartungen seines Vaters rieben ihn in der Arbeit daran auf. Höhepunkt seiner eigenständigen Arbeit bei den MGH sollte die Herausgabe der Urkunden der Könige der Merowinger werden. Bei Erscheinen 1870 wurde sie heftig kritisiert (insbesondere von Theodor Sickel) und ermöglichte es den langjährigen Kritikern seines Vaters, ihn als alleinigen und alles bestimmenden Herausgeber zu stürzen. Die von Karl Pertz vorbereitete Ausgabe der Urkunden der Karolinger bis 840, die 1871 erscheinen sollte, zerschlug sich damit auch.
Pertz war ab 1861 außerordentlicher Professor und Bibliothekskustos in Greifswald. Seine Bemühungen um eine ordentliche Professur blieben vergeblich. Als Bibliothekar erbrachte Pertz jedoch einige verdienstvolle Katalogisierungsarbeiten. Überschattet war Pertz Tätigkeit von zahlreichen Streitigkeiten, vor allem mit dem Historiker Theodor Hirsch. 1874 kündigte Pertz seine Stellung in Greifswald. Sein weiterer Lebensweg danach ist relativ unklar. Dokumentiert ist lediglich eine kurze Anstellung (1876–1877) als Hilfsarbeiter am Königlichen Staatsarchiv in Idstein. Auch diese Beschäftigung endete im Konflikt. Neuere Forschungen deuten darauf hin, dass Pertz an einer geistigen Erkrankung litt. Er starb 1881 in einer Heilanstalt – womöglich lag ein Suizid vor.

## Schriften (Auswahl)
- De Cosmographia Ethici libri tres, Berlin 1853 (Aethicus), google books.
- Gai Grani Liciniani Annalium quae supersunt, Berlin 1857 (Granius Licinianus).
- Chronologisches Verzeichnis der Schriftproben welche in Heft 1–10 der Schrifttafeln zum Gebrauche für diplomatische Vorlesungen sowie in den entsprechenden Bänden der Monumenta Germaniae enthalten sind, Hannover 1869.
- Diplomata regum Francorum et stirpe Merowingica, Diplomata maiorum domus regiae. Diplomata spuria, Monumenta Germaniae Historica, Hannover: Hahn 1872.